# 布魯克斯縣 (德克薩斯州)
布魯克斯县（英語：Brooks County）是位於美國德克薩斯州南部的一個縣。面積2,444平方公里。根據美國2000年人口普查，共有人口7,976人。縣治法爾菲里厄斯（Falfurrias）。
成立於1911年。縣名以曾任德州巡警、州議員的詹姆斯·A·布魯克斯（James Abijah Brooks）命名。